# Denmark International
Die Denmark International sind ein Challenge-Turnier, das durch den Dänischen Badminton-Verband ausgerichtet wird. Sie wurden erstmals 2011 ausgetragen. 2011 eröffnete dieses Turnier die Qualifikation für die Olympischen Sommerspiele 2012 in London. Auch wurde es in den BE Circuit aufgenommen.

## Veranstaltungsdetails
| Saison | Ort                       | Gesamtpreisgeld | BWF-Level | Ausrichtender Verein       |
| ------ | ------------------------- | --------------- | --------- | -------------------------- |
| 2011   | Frederikshavn, Arena Nord | 15.000 USD      | 4A        | Vendsyssel Elite Badminton |
| 2012   | Frederikshavn, Arena Nord | 15.000 USD      | 4A        | Vendsyssel Elite Badminton |
| 2013   | Frederikshavn, Arena Nord | 15.000 USD      | 4A        | Vendsyssel Elite Badminton |
| 2014   | Frederikshavn, Arena Nord | 15.000 USD      | 4A        | abgesagt                   |
| 2019   | Farum, Farum Arena        | 25.000 USD      | 3/1       | Farum                      |
| 2024   | Farum, Farum Arena        | 15.000 USD      | 3/1       | Farum                      |
| 2025   | Farum, Farum Arena        | 15.000 USD      | 3/1       | Farum                      |

## Die Sieger
| Saison    | Herreneinzel             | Dameneinzel          | Herrendoppel                            | Damendoppel                        | Mixed                                               |
| --------- | ------------------------ | -------------------- | --------------------------------------- | ---------------------------------- | --------------------------------------------------- |
| 2011      | Jan Ø. Jørgensen         | Anastasia Prokopenko | Rasmus Bonde Anders Kristiansen         | Line Kruse Marie Røpke             | Mads Pieler Kolding Julie Houmann                   |
| 2012      | Henri Hurskainen         | Sandra-Maria Jensen  | Christian Skovgaard Mads Pieler Kolding | Line Damkjær Kruse Marie Røpke     | Mads Pieler Kolding Julie Houmann                   |
| 2013      | Viktor Axelsen           | Olga Konon           | Marcus Ellis Paul van Rietvelde         | Line Damkjær Kruse Marie Røpke     | Anders Skaarup Rasmussen Lena Grebak                |
| 2014 2018 | nicht ausgetragen        | nicht ausgetragen    | nicht ausgetragen                       | nicht ausgetragen                  | nicht ausgetragen                                   |
| 2019      | Hans-Kristian Vittinghus | Mia Blichfeldt       | Shohei Hoshino Yujiro Nishikawa         | Saori Ozaki Akane Watanabe         | Ronan Labar Anne Tran                               |
| 2020 2023 | nicht ausgetragen        | nicht ausgetragen    | nicht ausgetragen                       | nicht ausgetragen                  | nicht ausgetragen                                   |
| 2024      | Yushi Tanaka             | Riko Gunji           | William Kryger Boe Christian Faust Kjær | Laksika Kanlaha Phataimas Muenwong | Jesper Toft Clara Graversen                         |
| 2025      | Arnaud Merklé            | Tanvi Sharma         | Raymond Indra Nikolaus Joaquin          | Mikoto Aiso Momoha Niimi           | Zaidan Arrafi Awal Nabawi Jessica Maya Rismawardani |